# Объединённая партия Австралии (2013)
«Объединённая па́ртия Австралии» (англ. United Australia Party), ранее известная как «Объединённая па́ртия Па́лмера» (англ. Palmer United Party) — политическая партия, придерживающейся идей правого популизма и австралийского национализма. Считает себя правопреемницей одноимённой партии из 20 века.

## История

### Создание
В ноябре 2012 года горный магнат Клив Палмер заявил, что рассматривает вопрос о реформировании «Объединённой партии Австралии», которая была объединена с нынешней Либеральной партией Австралии в 1945 году. Он был давним сторонником Национальной партии и Либеральной национальной партии Квинсленда. Племянник Палмера, Блэр Брюстер, подал заявку на торговую марку названия партии двумя месяцами ранее. Были предположения, что он объединит свои усилия с «Австралийской партией Каттера». Партия была основана в апреле 2013 года. Её утверждали, что та является правопреемницей одноимённой партии, расформированной в 1945. Тем не менее, примерно через месяц своего основания, партия приняла название «Объединённая партия Палмера», для упрощения регистрации. В 2018 году была восстановлена под изначальным названием, а сенатор Брайан Бёрстон, ранее входивший в «Одну нацию Полины Хансон», стал представлять «Объединённую партию Австралии» в Сенате.